# Святилище Ицукусима
Святи́лище Ицукуси́ма (яп. 厳島神社 Ицукусима-дзиндзя) — синтоистское святилище на острове Ицукусима (Миядзима), префектура Хиросима, Япония. С 1996 года входит в список Всемирного наследия ЮНЕСКО. Часть сооружений и имущества комплекса признаются японским правительством в качестве национальных сокровищ.
Впервые святилище было возведено, предположительно, в VI веке в честь трёх дочерей бога Сусаноо-но Микото. После этого строения комплекса неоднократно разрушались. Нынешняя конструкция сооружена в XVI веке и воспроизводит строения 1168 года, когда восстановлением святилища занялся крупный военачальник Тайра-но Киёмори.
Ритуальные врата или тории святилища Ицукусима являются одной из наиболее популярных достопримечательностей Японии. Наряду с песчаной косой Аманохасидатэ и заливом Мацусима вид на тории со стороны одной из возвышенностей острова входит в так называемые «Три знаменитых пейзажа Японии». Хотя тории существовали уже в 1168 году, нынешние врата сооружены в 1875 году. Тории сделаны из камфорного дерева и имеют высоту 16 метров.
Среди посетителей этого живописного места принято оставлять монеты в трещинах опор ритуальных врат и загадывать желания. Дойти до врат пешком с острова становится возможно во время отливов.

## Галерея
- Ритуальные врата
- Строения святилища на воде
- Коридоры и залы святилища на сваях
- Камон святилища Ицукусима